# Кабинет министров Латвии
Кабинет министров (латыш. Ministru kabinets) — исполнительный орган Латвийской Республики. Согласно статье 58 Сатверсме ему подчинены все учреждения государственного управления. 

## История
- 1918—1940 — Кабинет министров ЛР (в 1919—1920 гг. существовало альтернативное Советское правительство ССРЛ во главе с П.Стучкой, в 1919 г. также альтернативное прогерманское правительство ЛР)
- 1940—1946 — Совет народных комиссаров Латвийской ССР
- 1946—1990 — Совет министров Латвийской ССР
- 1990—1993 — Совет министров ЛР
- с 1993 года восстановлен Кабинет министров.

## Полномочия
Кабинет министров имеет право предлагать законы, право назначать или утверждать на должность значительную часть чиновников гражданской службы. Кабинет министров может издавать нормативные акты — правила — в следующих случаях:
- если закон дает Кабинету министров на то особые полномочия;
- чтобы утвердить международный договор или его проект, денонсировать или приостановить действие международного договора, если Конституция или закон не предусматривают иного порядка;
- если это необходимо для применения правовых актов ЕС и соответствующий вопрос не урегулирован законом.[1]

До 2007 года Кабинет министров мог издавать правила также в порядке, установленном статьей 81 Конституции, то есть между сессиями Сейма, в случае срочной необходимости. До 2008 года Кабинет министров мог издавать правила также, если соответствующий вопрос не был урегулирован законом.
Правила, утверждённые Кабинетом министров, не могут вступать в противоречие с Конституцией и законами. Правила должны содержать ссылку о том, на основании какого закона они опубликованы.
Кабинет министров и отдельный министр могут издавать инструкции, обязательные для подчиненных им государственных органов и учреждений:
- если закон или правила дают особые полномочия на это Кабинету министров или отдельному министру;
- если соответствующий вопрос не урегулирован законом или правилами.

Президент министров, товарищ Президента министров и министры имеют право издавать распоряжения в случаях, установленных законами и правилами Кабинета министров. Распоряжение — это административный акт индивидуального характера, который относится к отдельным государственным органам, государственным учреждениям и должностным лицам.

## Состав
Во все кабинеты министров Латвии с 1993 г. входили:
- президент министров (глава правительства);
- министры — политические руководители министерств (административными руководителями министерств — чиновниками, которые не теряют постов при смене правительств, — являются государственные секретари министерств).

В некоторые кабинеты входили также:
- товарищи президента министров (вице-премьеры);
- министры по особым поручениям (не подчинялись собственно министрам и не возглавляли министерства, а имели секретариаты — в подчинении секретариатов не было учреждений государственного управления, и их административными руководителями являлись не государственные секретари, а руководители секретариатов министров);
- государственные министры (подчинялись какому-либо министру).

## Назначение
Кабинет министров назначается Президентом и приступает к выполнению своих обязанностей после того, как Сейм выразил ему своё доверие. Отдельным министрам и государственным министрам, которых Президент министров назначает позднее, необходимо особое решение Сейма о доверии.

## Деятельность
Кабинет министров принимает решения большинством голосов членов Кабинета министров, присутствующих на заседании, также имеет право принимать решения, если в заседании принимают участие более половины членов Кабинета министров.

## Политическая ответственность
Если Сейм выражает недоверие Президенту министров, в отставку должен подать весь Кабинет. Если недоверие выражено отдельному министру, он должен подать в отставку, а Президент министров должен пригласить на его место другое лицо. Недоверие Кабинету министров Сейм выражает путём принятия соответствующего решения или отклонив поданный Кабинетом министров проект очередного годового государственного бюджета .

## Министры действующего правительства
Министры действующего кабинета министров вступили на свои должности 15 сентября 2023 года.
| Пост                                                     | Изображение | Имя                 | Период полномочий  | Партия                    |
| -------------------------------------------------------- | ----------- | ------------------- | ------------------ | ------------------------- |
| Премьер-министр                                          |             | Эвика Силиня        | с 15 сентября 2023 | «Новое единство»          |
| Министр обороны                                          |             | Андрис Спрудс       | с 15 сентября 2023 | «Прогрессивные»           |
| Министр иностранных дел                                  |             | Байба Браже         | с 19 апреля 2024   | «Новое единство»          |
| Министр экономики                                        |             | Виктор Валайнис     | с 15 сентября 2023 | «Союз зелёных и крестьян» |
| Министр финансов                                         |             | Арвил Ашераденс     | с 14 декабря 2022  | «Новое единство»          |
| Министр внутренних дел                                   |             | Рихард Козловскис   | с 15 сентября 2023 | «Новое единство»          |
| Министр образования и науки                              |             | Даце Мелбарде       | с 6 марта 2025     | «Новое единство»          |
| Министр климата и энергетики                             |             | Каспар Мелнис       | с 15 сентября 2023 | «Союз зелёных и крестьян» |
| Министр культуры                                         |             | Агнесе Лаце         | с 20 июня 2024     | «Прогрессивные»           |
| Министр благосостояния                                   |             | Рейнис Узулниекс    | с 6 марта 2025     | «Союз зелёных и крестьян» |
| Министр сообщения                                        |             | Атис Швинка         | с 6 марта 2025     | «Прогрессивные»           |
| Министр юстиции                                          |             | Инесе Либиня-Эгнере | с 14 декабря 2022  | «Новое единство»          |
| Министр здравоохранения                                  |             | Хосам Абу Мери      | с 15 сентября 2023 | «Новое единство»          |
| Министр охраны окружающей среды и регионального развития |             | Инга Берзиня        | с 15 сентября 2023 | «Новое единство»          |
| Министр земледелия                                       |             | Арманд Краузе       | с 15 сентября 2023 | «Союз зелёных и крестьян» |